# George Perkins Marsh
George Perkins Marsh (Woodstock, 15 maart 1801 – Reggello, 23 juli 1882) was een Amerikaans politicus, diplomaat en filoloog die dankzij zijn werk Man and Nature uit 1864 wordt beschouwd als een van de eerste ecologen en milieubeschermers.

## Levensloop

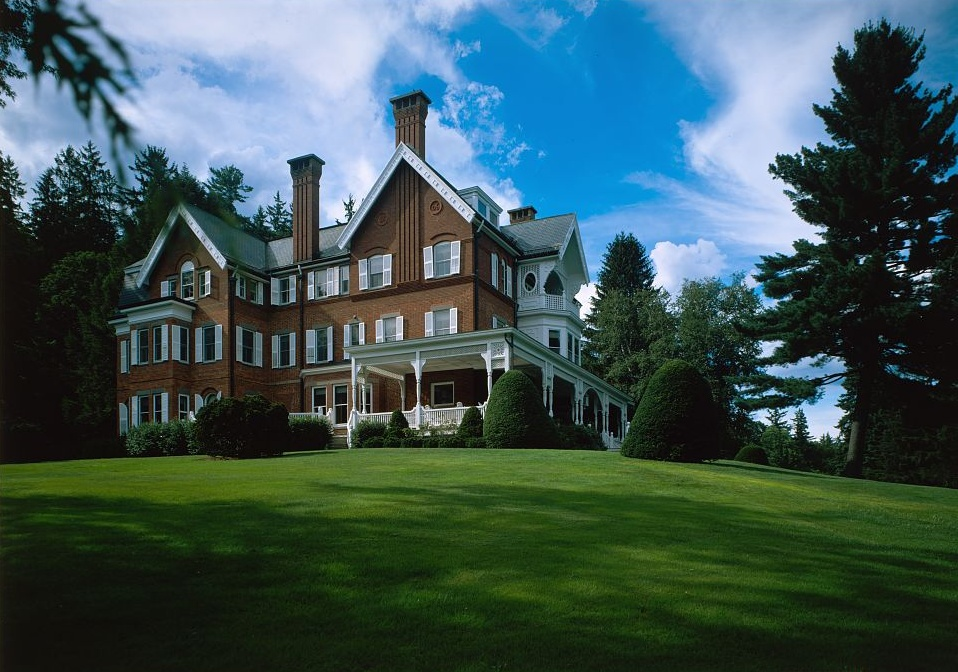
George Perkins Marsh Boyhood Home

George Perkins Marsh werd geboren in een vooraanstaande familie in Woodstock (Vermont). Zijn grootvader Joseph Marsh was grootgrondbezitter, had gediend als officier in de Amerikaanse Onafhankelijkheidsoorlog en had daarna verschillende rollen vervuld in de politiek van Vermont. George Marsh' vader Charles Marsh was advocaat en een tijdlang openbaar aanklager. Tussen 1815 en 1817 zetelde hij als Federalist in het Amerikaans Congres. Het huis in Woodstock waar George Marsh zijn kinderjaren doorbracht is sinds 1967 erkend als National Historic Landmark.
George Marsh studeerde af aan de Phillips Academy in 1816 en aan Dartmouth College in 1820. Hij studeerde vervolgens rechten in Burlington en werd in 1825 toegelaten tot de balie. Hij werkte als advocaat en legde zich daarnaast toe op de studie van taal en literatuur. In 1839 huwde hij Caroline Crane, schrijfster, dichteres en voorvechter van vrouwenrechten.
In 1835 werd George Perkins Marsh aangesteld in het bestuur van de staat Vermont. Van 1843 tot 1849 vertegenwoordigde hij zijn thuisstaat als Whig in het Congres. President Zachary Taylor, een partijgenoot van Marsh, wees hem in 1849 aan als Amerikaans minister resident in het Ottomaanse Rijk. Als diplomaat droeg hij bij aan de burgerlijke en religieuze tolerantie in dat land. In 1852-1853 zond Marsh een missie naar Griekenland om een Amerikaans missionaris vrij te krijgen. In 1854 keerde Marsh terug naar Vermont. Hij diende in die periode in diverse overheidscommissies, bijvoorbeeld over visserij, spoorwegen en de heropbouw van het Capitool.
President Abraham Lincoln stelde Marsh in 1861 aan als de eerste Amerikaanse ambassadeur in het Koninkrijk Italië. Hij bleef 21 jaar aan, tot aan zijn dood in 1882, langer dan eender welke ambassadeur in de Amerikaanse geschiedenis. Marsh overleed in Reggello en ligt begraven op het protestants kerkhof van Rome.

## Wetenschappelijk werk
Marsh kan beschouwd worden als homo universalis. Hij bezat een breed interessegebied, van recht en letterkunde tot geschiedenis en natuurwetenschappen. Marsh schreef voor het weekblad The Nation en leverde een grote bijdrage aan de twaalfdelige Universal Cyclopaedia.
Marsh was een volleerd taalkundige. Hij sprak en schreef vloeiend Zweeds en een handvol andere Europese talen. Hij specialiseerde zich onder meer in IJslands. Tijdens zijn leven verzamelde hij de meest waardevolle collectie van Scandinavische literatuur buiten Scandinavië. In het academiejaar 1858-1859 gaf Marsh een lessenreeks over het Engels aan de studenten van Columbia University en in 1859-1860 doceerde hij grammaticale geschiedenis van de Engelse letterkunde aan het Lowell Institute.
De Library of Congress en de Smithsonian Institution bezitten honderden kunstwerken uit Marsh' kunstcollectie. Marsh bestudeerde en verzamelende gravures en had werken van oude meesters als Rembrandt, Dürer en Hogarth.

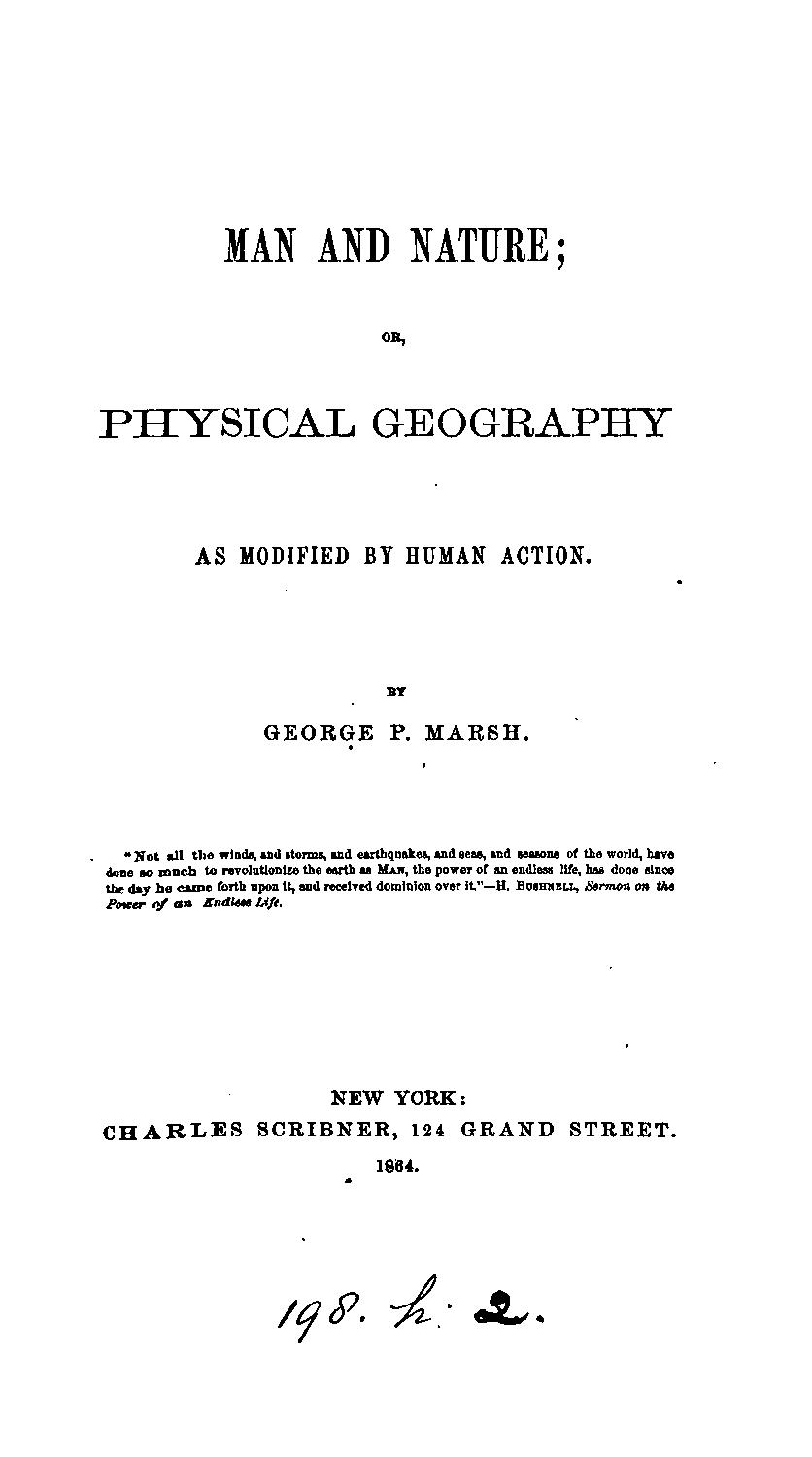
Titelpagina Man and Nature

Marsh schreef verschillende boeken: over het IJslands en het Engels, de introductie van de kameel in de Verenigde Staten en heiligen en mirakels. Zijn bekendste werk is ongetwijfeld Man and Nature (1864), later herwerkt tot The Earth as Modified by Human Action (1874). In de omgeving van zijn woning in New England en op zijn reizen in Amerika, Europa en het Midden-Oosten merkte Marsh de negatieve gevolgen op van ontbossing, overbegrazing en bodemerosie. Dit bracht hem op het idee voor het schrijven van Man and Nature, dat als een van de vroegste werken over ecologie beschouwd kan worden. In het boek geeft hij een vroege beschrijving van de werking van een ecosysteem. Man and Nature was een van de invloedrijkste boeken van zijn tijd. Velen zien erin een keerpunt in de kijk van de mens op de natuur. Het boek wordt beschouwd als een grondleggende tekst voor de Amerikaanse milieubeweging.
- Bibsys: 90527363
- Bibliothèque nationale de France: cb12301125t (data)
- Gemeinsame Normdatei: 122618068
- International Standard Name Identifier: 0000 0001 0874 8329
- KulturNav: 8071cf4a-14f3-41e4-b651-2cb6dacf5e64
- Library of Congress Control Number: n79138611
- Nationale Bibliotheek van Letland: 000178423
- Nationale Bibliotheek van Israël: 987007265044805171
- Nederlandse Thesaurus van Auteursnamen: 072621907
- Istituto Centrale per il Catalogo Unico: CFIV090161
- SNAC: w6mx37b7
- Système universitaire de documentation: 029866014
- Trove: 913746
- Biographical Directory of the United States Congress: M000147
- Virtual International Authority File: 17288270
- WorldCat: E39PBJx4qB8RKbqHVHxpybK68C